# Малоазийская катастрофа
Малоази́йская катастро́фа ( Μικρασιατική καταστροφή) — термин в греческой историографии, характеризующий самое трагическое событие в истории современного эллинизма — конец трёхтысячелетней греческой истории Малой Азии и исход (изгнание) коренного православного греческого населения из своих древних очагов.
Геноцид греков (в другом политическом чтении этническая чистка), начатый младотурками в годы Первой мировой войны (1914—1918), достигший своей кульминации и завершённый кемалистами после поражения греческой армии в Малоазийском походе (1919—1922), вместе с изгнанием населения со своих исконных земель, были несоизмеримы с потерями армии и утвердились в историографии под термином «Катастрофа». Французский историк Эдуар Дрио, в работе «La question de l' Orient 1918—1938», писал, что «Малоазийская катастрофа была более масштабной и ужасной, нежели падение Константинополя». Французский эллинист Октавий Мерлье писал, что «Потеря Малой Азии означала конец истории двадцати веков. 1453 год ознаменовал конец Византии. 1922 год был более трагическим, поскольку ознаменовал конец малоазийского эллинизма».
Малоазийская катастрофа является не только политическим, дипломатическим или военным событием. Она глубоко затронула коллективную память греческого народа и создала раны, которые продолжают зиять в греческом обществе, через наследников поколения катастрофы.

## Предыстория
Несмотря на то, что проникновение турецких племён в Малую Азию датируется XI веком, после чего начался длительный процесс исламизации полуострова, Малая Азия сохраняла в начале XX века значительную часть своего коренного христианского населения. Православное греческое население было сконцентрировано в основном на своих исконных землях на побережье Эгейского, Мраморного и Чёрного морей и, несколько реже, на средиземноморском побережье и в Каппадокии. Столица древней Ионии и один из важнейших центров империи, Смирна, в силу доминирования греческого населения и европейского характера города, именовалась турками «Гявур Измир» (тур. Gâvur İzmir — «Неверная Смирна»).
Согласно греческому историку Димитрису Фотиадису, греческое население Османской империи насчитывало к началу Первой мировой войны 2,5 млн человек. Турецкая статистика 1912 года, давала следующие цифры об этническом составе населения региона вокруг Константинополя и Малой Азии (кроме Киликии): 1 982 375 греков, 7 231 595 турок и 925 818 человек других национальностей. Согласно этим цифрам, коренное греческое население составляло 19,6 % от общего населения.
Американский историк Стэнфорд Шоу (1930—2006), отрицавший кроме прочего Геноцид армян, рассматривая более широкий регион и включая территории сегодняшних Сирии и Ирака, указывает несколько меньшее греческое население. Согласно Станфорду, численность населения империи в 1914 году была 20 975 345 человек, в том числе греческого населения 1 792 206 человек, что составляло 8,5 % от общего числа.
Далёкий от ирредентизма, греческий марксист Христос Дзиндзилонис пишет, что существование столь большого греческого меньшинства в Малой Азии, в тот момент когда население Греческого королевства, даже после его расширения после Балканских войн, едва достигало 5 млн человек, ставило на повестку дня обеспечение права сохранения своей национальной зоны и равноправия с остальным населением. Учитывая в особенности то, что в период Первой мировой войны и по немецкой подсказке, права меньшинства были варварски попраны и был взят курс на де-эллинизацию региона, вопрос защиты и обеспечения прав меньшинства стал более актуальным.

## Перед Первой мировой войной
В 1914 году, Османская империя только что вышла из катастрофических для неё Балканских войн, после которых она потеряла бо́льшую часть своих европейских территорий, кроме Восточной Фракии. Сохранялось напряжение с Греческим королевством, которое после побед своего флота над османским, освободило и де-факто контролировало острова северо-восточной части Эгейского моря. Крит, Тасос, Псара и Икария были закреплены за Грецией Лондонским договором 1913 года. Статус остальных островов должен был быть подтверждён Великими державами. Османская империя сохраняла свой интерес к этим островам. Во избежание новой войны, обе стороны подписали 1 (13) ноября 1913 года мирное соглашение, в котором эти острова не упоминались, ожидая разрешения их международного статуса:271.
В феврале 1914 года, Великие державы, согласились с тем, что Греция удержит большинство из них, с чем не могло смириться османское правительство. Учитывая греческое превосходство на море, османское правительство начало гонку военно-морских вооружений. Одновременно, приглашённый в качестве реформатора турецкой армии, немецкий генерал Лиман фон Сандерс, в преддверии Первой мировой войны, советовал туркам приступить к гонениям греческого населения на малоазийском побережье Эгейского моря.
Гонения начались, и тысячи беженцев хлынули на греческие острова Самос, Хиос и Лесбос. Приказ к резне и изгнанию греческого населения с западного побережья Малой Азии дал непосредственно сам Талаат-паша.
20 мая 1914 года турецкий посол в Афинах, от имени своего правительства, предложил обменять греческое население вилайета Смирны на мусульманское население Македонии. Чтобы разрядить обстановку, греческий премьер-министр Элефтериос Венизелос согласился обсудить вопрос. Но гонения не прекращались, и Константинопольский патриарх объявил, что Православие на территории Османской империи преследуется и, в знак протеста, закрыл все церкви.
11 июня Венизелос выступил с угрозами в адрес Турции, если гонения продолжатся. Одновременно, греческий генштаб стал готовить высадку в Дарданеллах, силами одного армейского корпуса при поддержке флота.
Греческие общины эгейского побережья Малой Азии и Восточной Фракии начали подвергаться атакам иррегулярных банд и резне. Некоторые общины избежали смерти, перейдя в ислам. В вилайете Айдына в рамках этой кампании действовали около 10 тысяч вооружённых башибузуков. По сообщениям консула Дании в Смирне, Альфреда ван де Зе (Alfred Van de Zee), банды финансировались и были в ведении турецкого государства.
Резня в Фокее в июне 1914 года, стала первым известным эпизодом этнических чисток Османской империи этого периода. Резня стала частью более широкой кампании геноцида греков, развязанной младотурецкими властями, и включала в себя запугивание, насильственную депортацию и массовые убийства. Подобную деятельность турецкие банды развернули против многих других греческих населённых пунктов в западной Анатолии. В случае с селом Серекёй, около Менемена, где местные жители оказали сопротивление, всё население было истреблено.
Французский археолог Сартьо, будучи свидетелем событий, пишет, что подобным Фокее атакам подверглись сёла и города на всём побережье от Измита на берегу Мраморного моря, до Чешме южнее Смирны. Эти атаки против коренного греческого населения были исполнены в манере, подобной той, что в следующем году производились при Геноциде армян в восточных провинциях империи. В течение 1914 года, 154,000 человек греческого населения региона потеряли свои дома.

## Первый акт Малоазийской катастрофы
С началом Первой мировой войны османская политика против коренного греческого населения приняла более насильственную и систематическую форму и коснулась обширных географических областей, включая Понт на северном побережье Малой Азии, где начался Геноцид понтийских греков. Одним из эпизодов начального этапа понтийского геноцида стало самопожертвование 26 женщин села Кунака Трапезунда, утонувших в реке, чтобы не попасть в руки турок. Сожжением деревень и убийствами, турки вынуждали греческое население бежать с побережья на греческие острова.
Население 30 тысячного Айвалыка было вынуждено пройти внутрь Малой Азии 45-дневным Маршем смерти. 60 тысяч греков полуострова Эритрея (Чесменский полуостров) были отправлены Маршем смерти вглубь Азии. Другая часть населения бежала на близлежащий греческий остров Хиос.
По поводу этих событий, исследователь немецких архивов, историк Полихронис Энепекидис пишет, что зачинщиком и контролирующим этих гонений был не дворец Гильдыз, а Вильгельмштрассе в Берлине.
В отличие от геноцида армян, где у турок не было сдерживающего фактора, турки были вынуждены учитывать, что в недавно освобождённых северных территориях Греции оставались 400 тысяч мусульман. Ещё более существенным фактором был тот факт, что в начале войны Греция ещё сохраняла нейтралитет, и следовало не подталкивать её в лагерь Антанты. В силу этого, Талаат дал приоритет в истреблении греков созданию «Амеле Тамбуру» (рабочих батальонов), куда призывались греческие мужчины от подросткового до зрелого возраста.
Сам Талаат именовал эти батальоны «батальонами цивилизованной смерти». Димитрис Фотиадис пишет, что в этих батальонах погибли как минимум 300 тысяч греков. Историк Яннис Капсис пишет о 400 тыс..
Ещё бо́льшая цифра фигурирует в бюллетене № 3 греко-американского общества, увидевшего свет по окончании войны (1918), согласно которому 1,5 млн греков были изгнаны из своих домов во Фракии и Малой Азии и половина из них была убита или погибла в ходе маршей смерти и в рабочих батальонах.
Геноцид и разрушения были прерваны с поражением Османской империи в Первой мировой войне в 1918 году.

## Мир и планы на будущее региона
После Мудросского перемирия, выжившие из рабочих батальонов, понтийские партизаны, беженцы начали постепенно возвращаться в свои города и сёла.
Греция была в лагере победителей и ожидала решений Парижской мирной конференции, касательно будущего населённых греками территорий Османской империи. Согласно документам представленным греческим премьер-министром Венизелосом на конференции, в Малой Азии проживали 1 694 000 греков. Во Фракии и в районе Константинополя 731 000. В районах Трапезунда 350 000 и в вилайете Адана 70 000. В общей сложности 2 845 000 греков, что составляло 20 % населения региона.
Приписываемая Венизелосу идеалистическая идеологема о возрождении Византийской империи принадлежит греческому политику первой половины XIX века Иоаннису Коллетису.
Венизелос был великим революционером и политиком, он был ирредентистом и при нём территория страны почти удвоилась. Но прежде всего он был прагматиком, осознавал реальные возможности маленького греческого государства, и всегда учитывал интересы союзников. Согласно современному английскому историку Дугласу Дейкину, территориальные претензии Венизелоса на Парижской конференции не были необоснованными. Из всех стран Антанты претендовавших на подлежавшие разделу османские территории, только Греция, кроме своих исторических прав, могла аргументировать их греческим населением и своим соседством с этими территориями.
К тому же, его претензии ограничились Восточной Фракией, без Константинополя и проливов. Он понимал, что в вопросе проливов он встретит противодействие, прежде всего Италии, и его удовлетворял международный или американский контроль проливов, считая, что таким образом их греческое население и Константинопольский патриархат будут в безопасности.
Касательно Малой Азии, он проявил интерес только к ограниченному прибрежному региону вокруг Измира, предполагая, что там, после обмена, можно было бы собрать греческое население Малой Азии. В связи с этим Дейкин пишет, что Венизелос всегда был оппортунистом и просто не мог отказаться от представленных возможностей.
Заявляя, что после гонений, греческое население Малой Азии не может вернуться к предвоенному статусу, он осознавал, что его успех в Малой Азии будет полностью зависеть от финансовой и военной поддержки союзников.
В силу этого, он не ставил перед собой задач не только превышающих возможности страны, но и не имевших международной поддержки. В частности, он игнорировал обращение греков Понта о создании там второго греческого государства и поддержал включение Понта в лоббируемое американским президентом Вильсоном государство Армения. Это вызвало негодование понтийских организаций. Возглавляемые митрополитом Трапезунда Хрисанфом, эти организации попытались предстать на Парижской конференции независимо от греческого правительства. Заключение доклада, посланного на место, полковника Катениотиса (апрель 1919) только усилило сомнения Венизелоса: «Турецкое население Понта более чем в два раза превышает греческое, что вызывает законные сомнения понтийцев о возможности военной организации на месте. Они опасаются, что с провозглашением независимости Понта, последуют турецкие репрессии против безоружного греческого населения».
Греческая армия не предпринимала никаких действий по занятию османских территорий без согласия союзников. Восточная Фракия была занята только в 1920 году и греческая армия остановилась в 50 км от занятого союзниками Константинополя.

## Начало Малоазийского похода
Термин греко-турецкая война практически не используется ни греческой, ни турецкой историографией и далёк от исторической действительности. В турецкой историографии это часть войны за независимость и именуется «Западный фронт в войне за независимость» (тур. Kurtuluş Savaşı Batı Cephesi) или «Турецко-греческий фронт» (тур. Türk-Yunan Cephesi). В греческой историографии событие именуется «Малоазийский поход».
Димирис Фотиадис задаётся вопросом, как мог Венизелос отказаться от освобождения греческого населения Ионии, как он мог даже временно допустить её оккупацию итальянцами. Фотиадис заявляет, что в тот момент никакой другой правитель Греции не принял бы другого решения. Венизелос оставался при иллюзиях, что он может совместить интересы Греции с интересами самой большой империалистической силы той эпохи, каковой была Британия.
К. Саккеларопулос пишет, что решение Парижской конференции о посылке греческих войск в Малую Азию «было принято для удовлетворения целей, не имеющих отношение к Греции».
Христос Дзидзилонис пишет, что события 1919—1922 года не были войной между Грецией и Турцией. Независимо от того, что в неё были вовлечены в основном греческая армия и силы турецкого освободительного движения, активную и первичную роль в ней играли большие империалистические силы Антанты, которые в безудержном антагонизме, боролись за раздел региона и за его нефть.

## Высадка в Смирне
Согласно 7-й статье Мудросского перемирия между Антантой и потерпевшей поражение Османской империей, союзники имели право на оккупацию любого города имеющего стратегическое значение. На Смирну претендовала Италия, которая после победы в итало-турецкой войне 1912 года контролировала юго-запад Малой Азии. Её войска уже находились южнее Измира. Чтобы ограничить амбиции Италии, союзники приняли решение предоставить оккупацию Измира Греции, о чём итальянцам было объявлено 12 мая 1919 года.
13 мая «Совет Четырёх» (Великобритания, Франция, Италия, США) признал за Грецией право на оккупацию Смирны, о чём было уведомлено султанское правительство. Для операции была задействована Ι греческая дивизия полковника Николаосу Зафириу. Много позже, уже после Малоазийской катастрофы, Клемансо писал Венизелосу: «Решение о де-факто оккупации Смирны и её региона было принято только из-за существования определённых условий, и не могло создать права на будущее. Это была только временная мера, которая оставляла Конференции абсолютную свободу решить возникающие из Восточного вопроса проблемы, в соответствии с общей ситуацией и пожеланиями и интересами интересующихся сторон».
Известие о том, что дивизия направлялась в Смирну вызвало взрыв энтузиазма у её личного состава. Хотя речь шла о временной оккупации региона, греческие солдаты рассматривали событие как начало освобождения древних греческих земель Ионии и её коренного греческого населения. Отражая этот исторический факт, английский историк Дуглас Дакин именует последовавший Малоазийский поход «Четвёртой Освободительной войной Греции».
Высадка в Смирне состоялась 2 (15) мая. Высадка предполагалась мирной. Одновременно с греческими войсками (12 тыс. человек) произвёл высадку небольшой англо-франко-американо-итальянский десант (800 человек), принявший от турок береговые укрепления. В турецких казармах находилось 3 тыс. солдат. С жандармами это составляло 4 тыс. вооружённых турок. Итальянцы не успокоились с потерей Измира и подготовили провокацию. Они вооружили лодочников и выпустили из тюрьмы всех уголовников.
Когда началась высадка и греческое население приветствовало своих освободителей, началась стрельба из лодок, а находившиеся в толпе уголовники наносили встречающим ножевые ранения. В дело подключились вооружённые турецкие солдаты и жандармы. 4-му греческому полку удалось навести порядок через час, взяв плен 540 турецких солдат, жандармов и 28 офицеров. 2 тысячам вооружённых турок удалось уйти, положив начало как турецкому сопротивлению, так и зверствам по отношению к безоружному греческому населению. Воспользовавшись беспорядками, итальянцы ещё раз запросили у союзников право на оккупацию Измира, но вновь получили отказ. Историк Триандафилос Герозисис отмечает, что высадка была произведена «с некоторыми ошибками», что дало туркам возможность оказать «какое то сопротивление», «для создания впечатлений и обеспечения политических целей»1996. В ходе высадки турки потеряли убитыми и ранеными от 300 до 400 человек, а греки — около 100 человек.

## Расширение плацдарма
Христос Дзиндзилонис пишет, что греческая армия высадившаяся в Смирне не имела почти никакой свободы действий. О её действиях решения принимали военные власти Ближнего Востока, где основным критерием было удовлетворение требований и нужд внешней политики империалистических сил, в особенности англичан. Для каждого действия греческой армии было необходимо «подтверждение адмирала Калторпа (Somerset Gough-Calthorpe), или, в случае его отсутствия, командующего союзным флотом в Смирне».
6 мая 1919 года Межсоюзнический совет, в составе президента США Вильсона, премьер-министров Великобритании Дэвида Ллойд Джорджа, Франции Жоржа Клемансо и министра иностранных дел Италии Сиднея Соннино, провёл экстренное совещание. Греческий премьер-министр Венизелос воспользовался моментом и попросил разрешения на расширение плацдарма Смирны, с тем чтобы получить возможность для отражения турецких чет и обеспечить возвращение 300 тысяч беженцев, нашедших убежище на греческих островах после резни греческого населения во время Первой мировой войны. Разрешение было дано и греческая армия, по выражению историка Яниса Капсиса была готова «освободить священные земли, после 5 веков оккупации иноземцами».
Джордж Хортон пишет, что резня и разрушение Фокеи и других городов Ионии были временным разрушением цивилизации, бывшей в расцвете и непрерывном прогрессе. Хортон пишет, что эта цивилизация была восстановлена с приходом греческой армии, с тем чтобы погрузиться затем (1922) в полную темноту «окровавленными руками сторонников Кемаля».
К концу мая, c согласия союзников, греческие войска заняли весь вилайет Смирны, а с ростом налетов турецких чет на зону оккупации стали расширять её уже без согласия союзников.
28 июня, сформированные в итальянской зоне оккупации и при поддержке итальянцев, турецкие четы совершили резню греческого населения в Айдыне. События в Айдыне вынудили греческое правительство срочно усилить экспедиционную армию в Малой Азии и назначить её командующим Леонидаса Параскевопулоса. Война со стороны турок приняла характер этнических чисток. Яннис Капсис, историк и бывший министр иностранных дел, пишет, что резня в Айдыне должна была лишить всяких сомнений как союзников, так и греческое руководство в том, что случится с населением Ионии, когда греческая армия уйдёт из региона.
При этом, согласно Христосу Дзиндзилонису, греческая армия потеряла свой национальный характер и превратилась в экспедиционный корпус Министерства колоний Англии. Характерна телеграмма Венизелоса из Лондона командующему Параскевопулосу: «Английский военный министр уполномочил генерала Милна, если он сочтёт нужным, разрешить нашим войскам, в случае турецкой атаки, преследовать их и более трёх километров, при условии что после завершения операции, наши войска вернутся в пределы линии оккупации»..

## Греческая Иония
Молниеносные операции греческой армии в Малой Азии и Восточной Фракии потрясли создаваемые Кемалем военные и политические структуры и опровергли надежды турок на армию кемалистов. Следствием этих событий стало массовое дезертирство турецких солдат и массовое бегство турецкого населения в безопасную зону, контролируемую греческой армией. Д. Хортон, американский консул в Смирне, пишет что турецкие беженцы получали финансовую поддержку греческой администрации.
Греческая администрация успешно разрешила вопрос 30 тысяч мусульманских переселенцев с Балкан, расселёных в домах греков, подвергнувшихся турецким гонениям в Первую мировую войну, и вернувшихся в свои города и сёла.
Для греческих властей, Смирна была не оккупированным, а освобождённым городом, на который распространялось законодательство самой Греции. То же самое касалось всего региона. Д. Хортон пишет, что в период греческого контроля у региона была самая методическая, цивилизованная и прогрессивная администрация в его современной истории. Он выражает своё восхищение губернатором Стергиадисом, который относился с большей строгостью к грекам, нежели к туркам, чем снискал неприязнь, а затем ненависть первых.
Для того, чтобы подчеркнуть отсутствие дискриминации по отношению к турецкому меньшинству, заместителем правителя области был назначен турок Наип Заде, до того правитель греческого македонского нома Драма. Дуглас Дакин пишет, что положение мусульманского населения при греческой администрации в любом случае было лучше положения греческого населения при турецкой администрации.
Турецким школам и больницам было подчёркнуто предоставлено такое же внимание, как и греческим. Стергиадис содержал на деньги губернии 6 мусульманских гимназий и 2 медресе. Он также финансировал в Смирне деятельность Политехнического училища, в котором учились и при котором жили 210 бедных мусульманских детей. Греческая санитарная служба искоренила из зоны чуму и оспу, и вела систематическую войну против вшей и крыс. Ещё в августе 1919 года греческая администрация открыла в Смирне филиал института Пастера.
По инициативе греческого премьер-министра Венизелоса, в городе был основан «Университет Востока», для греков и турок, который возглавил великий немецкий математик, грек Константин Каратеодори. (Университет был готов принять первых студентов в 1922 году, когда в город вступили турки. Каратеодори покинул город за день до их вступления).
К осени 1920 года обстановка определилась. Султан не имел власти над повстанцами. «Союзники с горсткой своих войск были также бессильны. Вокруг них, как единственная защита со всех сторон, стояла стена греческих войск».
Биограф Кемаля, Гарольд Армстронг (Harold Courtenay Armstrong) пишет: «Побеждённые и отброшенные таким позорным образом, турки были полностью обескуражены. Солдаты начали дезертировать из регулярных войск. В сёлах стоял знакомый и усталый крик о мире».

## Севрский мир
В течение всего 1919 года Италия предпринимала попытки для передачи ей контроля над регионом Смирны. Для этого было также использовано заключение межсоюзнической комиссии о 4 случаях превышения мандата и насилия против турецкого населения греческой армией, вызванного протестами шейх-уль-исламом Османской империи. Однако Севрский мирный договор 10 августа 1920 года закрепил временный контроль этого небольшого региона, где согласно американской статистики проживало 375 тыс. греков и 325 мусульман, за Грецией. Номинально регион оставался турецким, с перспективой решения его судьбы через 5 лет, на референдуме населения.
После этих дипломатических и военных побед Венизелос согласился на требование оппозиции провести выборы, уверенный в своей победе. Монархистская «Народная партия» провела предвыборную кампанию под лозунгом «мы вернём наших парней домой». Получив поддержку, значительного в тот период, мусульманского населения, на выборах 30 ноября 1920 года победила монархистская «Народная партия». Партия Венизелоса получила 308 тысяч голосов, а монархисты 340 тысяч, из которых 100 тысяч были голоса македонских и других мусульман.
Победа монархистов нанесла неожиданный и страшный удар внешнеполитическим позициям Греции и стала роковым событием для греческого населения Малой Азии. Союзники предупредили, что в случае возвращения в Грецию германофила короля Константина они первым делом прекратят всякую финансовую помощь и заморозят все кредиты.
Возвращение в Грецию Константина освободило союзников от обязательств по отношению к Греции. Уинстон Черчилль, в своей работе «Aftermath» (стр. 387—388) писал: «Возвращение Константина расторгло все союзные связи с Грецией и аннулировало все обязательства, кроме юридических. С Венизелосом мы приняли много обязательств. Но с Константином, никаких. Действительно, когда прошло первое удивление, чувство облегчения стало явным в руководящих кругах. Не было более надобности следовать антитурецкой политике».

## Продолжение войны
Подпись представителей султанского правительства под Севрским соглашением уже ничего не означала. Бои с кемалистами приобрели характер войны, которую греческая армия была вынуждена вести уже в одиночку. Из союзников, Италия, с самого начала поддерживала кемалистов, Франция, решая свои задачи, стала также оказывать им поддержку. Но греческая армия прочно удерживала свои позиции.
Первоначально правительство монархистов 4 ноября 1920 года возглавил Димитриос Раллис. Он безуспешно пытался обеспечить хотя бы финансовую поддержку союзников, после чего 22 января (4 февраля) 1921 года сдал свои полномочия.
Правительство возглавил Николаос Калогеропулос. Новый премьер учился во Франции, считался франкофилом и подходящим лицом, для того чтобы оказать влияние на французское правительство, требовавшее радикальных перемен в политике союзников по отношению к Греции.
Премьер возглавил делегацию на Лондонскую конференцию. По пути заехал в Париж, но поддержки не получил. И Бриан и президент Мильеран заявили, что они обязаны в первую очередь учитывать интересы Франции. Делегация прибыла в Лондон, где неожиданно нашла понимание у премьер-министра Ллойд Джорджа. 8 (21) февраля состоялась конференция союзников в Лондоне. Председательствующий Ллойд Джордж запросил информацию о обстановке на греческом фронте, о численности греческой армии, о возможности наступления вглубь Малой Азии, о возможностях Греции содержать эти силы только своими средствами. Калогеропулос заявил, что располагает армией в 120 тысяч штыков и что если Греция получит мандат на установление порядка, то сумеет сделать это в течение 3-х месяцев. Греческий штабист П. Сарияннис заявил, что уверен в победе, и что она будет достигнута легко и быстро.
Французский премьер Бриан заявил, что не разделяет этого оптимизма. Французский генерал Гуро заявил, что греки могут послать на передовую не более 60 тыс. солдат, которые должны пройти 600 км маршем из Смирны. Гуро заявил, что для принуждения к миру в Малой Азии необходимо иметь 27 дивизий, но у греков было всего 9 дивизий.
По прибытии турецких делегаций (султана и Кемаля), союзники, подписавшие Севрский мир, превратили конфронтацию Антанты — Турции в конфронтацию греков-Турции. Как пишет греческий историк Димитрис Фотиадис «из союзников они преобразились в арбитров».
28 февраля (10 марта) 1921 года было подписано предварительное франко-турецкое соглашение, что позволило туркам перебросить силы на греческий фронт.
Итальянцы покинули Атталию, оставив Кемалю все своё вооружение.
Современный английский историк Дуглас Дакин пишет, что действия Франции и Италии были «прелюдией последовашего предательства». «Поправ вопиющим образом свои обязательства и подписи, они, кроме всего прочего, возмутительно игнорировали вопрос о судьбе греческих, а также армянских христиан».

## Весеннее и летнее наступления 1921 года
Не находя дипломатического решения в вопросе с греческим населением Ионии, в совсем иной геополитической обстановке, правительство Калогеропулоса продолжило войну. Напрягая свои ограниченные людские ресурсы, Греция провела ещё 3 призыва в армию. Греческая армия предприняла «Весеннее наступление» 1921 года, ставшее первой попыткой разбить регулярную армию Кемаля. Греческая армия одержала тактическую победу, но полного разгрома турок не достигла. После этой неудачи Калогеропулос, осознавая свою ответственность, подал в отставку 22 марта (4 апреля) 1921 года. Правительство возглавил Димитриос Гунарис.
Гунарис стоял перед той же дилеммой. Первым решением было оставить Ионию, чтобы спасти Восточную Фракию. Вторым решением было собрать войска вокруг Смирны. Гунарис решил просить у нации, насчитывавшей тогда немногим более 4 миллионов человек, людские и материальные ресурсы, превышавшие её возможности. Население Турецкой республики в момент её создания насчитывало около 12,5 млн человек.
Армия предприняла «Большое летнее наступление» 1921 года, нанесла туркам поражение в самом большом сражении войны при Афьонкарахисаре-Эскишехире, но разгрома армии кемалистов не произошло. Турки отошли к Анкаре и греческое правительство вновь встало перед дилеммой: что делать дальше.
Венизелос писал в те дни: «Я и подумать не мог о войне с Турцией без поддержки союзников, тем более против них …правительство должно прекратить военное положение и спасти всё, что ещё возможно из плодов нашей политики …Военная победа …с безоговорочной капитуляцией исключена, тем более, что враг знает, что мы в дипломатической изоляции и его столица (см Константинополь) защищена от любой нашей атаки нашими бывшими союзниками … продолжение приведёт к нашему истощению, которое вынудит нас через несколько месяцев умолять о посредничестве, в несравненно худших условиях». Позже, в 1923 году, он писал: «наступление вглубь Малой Азии было безумием».

## Поход на Анкару
13 (26) июля 1921 года, в занятой греческой армией Кютахье, состоялось совещание командования экспедиционной армии. На следующий день прибыл премьер Гунарис и был созван «Большой Военный Совет». Правительство торопилось закончить войну и решило наступать далее. 28 июля (10 августа) 7 греческих дивизий форсировали Сакарью и пошли на восток.
Греческие историки такие как Сарандос Каргакос и Димитрис Фотиадис именуют поход этих 7 дивизий «эпосом греческой армии». Армия проявила свои боевые качества, понесла тяжёлые потери в ходе последовавшего «эпического сражения», где победа была близка, но исчерпав все свои материальные ресурсы и не располагая материальными и людскими резервами не смогла взять Анкару и в порядке отошла назад, за Сакарью. И в греческой и турецкой историографии отмечается, что оставшаяся не только без снарядов, но и без патронов, греческая армия была близка к победе и в их работах часто присутствует слова «если бы». Один из биографов Кемаля, Месин, пишет: "Если бы греческая атака продержалась ещё несколько минут (!) Кемаль приказал бы отход, чтобы избежать катастрофы.
Историк Димитрис Фотиадис пишет: «тактически мы победили, стратегически мы проиграли». Правительство Гунариса удвоило подконтрольную ему территорию в Азии, но возможностями для дальнейшего наступления не располагало. Не решив вопрос с греческим населением региона, правительство не решалось эвакуировать армию из Малой Азии. Фронт застыл на год.
Эрнест Хемингуэй, освещая эти события в качестве журналиста, и несколько упрощая причины, через год писал: «Греки были воинами первого класса и, наверняка, на несколько ступеней выше армии Кемаля… эвзоны заняли бы Анкару и завершили войну, если бы не были преданы. Когда Константин пришёл к власти, все греческие офицеры на командных постах были сразу понижены в должности. Многие из них получили свои погоны за мужество на поле боя. Они были отличными воинами и вождями. Это не помешало партии Константина изгнать их и заменить их офицерами, которые не слышали и единого выстрела. В результате фронт был прорван».

## Тупик
Командование армии отдавало себе отчёт о реальном положении и письмом командующего Анастасиоса Папуласа от 8 (21) сентября информировало правительство, что после девяти лет непрерывных войн требуется завершение похода (то есть только политический выход из тупика).
Позиционируя себя победителями, монархисты не могли отступить. Армия продолжала удерживать фронт «колоссальной протяжённости, по отношению к располагаемым силам», что по заявлению Александроса Мазаракиса, кроме политических ошибок, стало основной причиной последовавшей катастрофы.
Страна не располагала финансами для продолжения войны. Пятимесячный тур премьер-министра Димитриса Гунариса по союзным столицам, был безрезультатным, после чего он подал в отставку 29 апреля 1922 года. Премьером стал Николаос Стратос.
К тому времени был напечатан большой объём ничем не покрытых банкнот. Министр финансов Петрос Протопападакис был вынужден предложить, простой и оригинальный для истории мировых финансов, способ немедленного приобретения денег для казны. Все банкноты в обращении были рассечены на две части. Левая часть продолжала использоваться владельцем банкноты, но сохраняла только половину своего номинального значения. Правая часть, также имевшая половину номинального значения, использовалась для приобретения государственных облигаций. Так в один день, 24 марта 1922 года, греческое государство, которое, начиная с 1912 года, 10 лет находилось постоянно в войнах, получило полтора милларда драхм, что дало правительству возможность продолжить войну ещё несколько месяцев и, по выражению Димитриса Фотиадиса, обеспечить армию «селёдкой, которая стала почти единственной пищей наших солдат».
Нерешительность правительства в принятии политических или военных решений, как то отход на менее растянутую линию обороны вокруг Смирны, привела к отставке Анастасиоса Папуласа. На его место был назначен родственник премьера Николаоса Стратоса, «неуравновешенный» Георгиос Хадзианестис. Первые же шаги Хадзианестиса имели далеко идущие трагические последствия. Находясь в Смирне, в сотнях километров от фронта, он взял на себя непосредственное командование всеми 3 корпусами армии. Вторым шагом стала его «бредовая идея» занять Константинополь силами двух дивизий, в качестве шантажа союзников и Кемаля.
Для этой цели он перебросил 20 тыс. солдат во Фракию, оголяя и без того не густую линию фронта. Планы и действия поддерживаемого правительством Хадзианестиса вынудили подать в отставку ряд штабистов и боевых офицеров. Однако, не решившись на внезапное занятие Константинополя, правительство обратилось к союзникам с просьбой о занятии города, что было своего рода угрозой.
Шантаж не удался. Союзники объявили, что дали указание своим частям остановить силой любое продвижение греческой армии к Константинополю.
При этом Ллойд Джордж, в своём гневном антитурецком выступлении в Палате Общин 22 июля (4 августа) 1922 года обвинял союзников в том, что в то время как они мешают грекам занять Константинополь и вести войну так, как они считают нужным, турки получают оружие из Европы. Речь Ллойд Джорджа обеспокоила Кемаля, опасавшегося, что Британия может оставить политику нейтралитета и он решился, через год после относительного затишья, предпринять своё наступление.

## Автономия
В создавшемся положении, у греческого населения Ионии созрела идея автономии региона, следуя послевоенной идеологеме о праве наций на самоуправление, чтобы выйти из дипломатического тупика Греция-союзники-Кемаль. Идея была поддержана движением «Национальная оборона» отставных офицеров сторонников Венизелоса в Константинополе, которые вышли с этим предложением на действующего командующего армии в Малой Азии, генерала Анастасиоса Папуласа, и который выразил своё понимание и согласие. Дуглас Дакин считает Папуласа колебавшимся и не имевшим возможности принять решения о предоставлении Ионии автономии.
Движение получило поддержку митрополита Смирны Хризостома и Патриарха Константинопольского Мелетия IV. Хризостом просил оставить греческую армию 3 месяца для организации собственных сил самообороны, после чего Греция могла эвакуировать свои войска. Однако движение автономии было встречено в штыки правительством в Афинах.
Капсис пишет, что правительство монархистов с апреля 1922 года уже подготавливало оставление Малой Азии, но при этом не разрешало отъезд населения в Грецию и отказывалось выдать населению оружие и не разрешало возвращение в Малую Азию офицеров венизелистов.
18 (30) июля 1922 года, правительство, предвидя прорыв фронта, провело в парламенте закон 2870 «о запрещении нелегальной перевозки лиц и групп в греческие порты из-за границы» и наказывало капитанов и экипажи нарушавших его. С началом турецкого наступления Стергиадис информировал служащих административных округов быть готовыми к отъезду. При этом он инструктировал их держать информацию в секрете и препятствовать бегству населения, чтобы не создавать кризис с наплывом беженцев в Греции.

## Советское предложение
Советская историография рассматривала Малоазийский поход греческой армии следующим образом: «Когда стало очевидно, что султанское правительство не в состоянии подавить антиимпериалистическое движение турецкого народа, державы Антанты возложили решение этой задачи на греческую армию. Ей было поручено „восстановить порядок“ в Анатолии».
В письме Ленину от 26 апреля 1920 года Кемаль писал: «Первое. Мы принимаем на себя обязательство соединить всю нашу работу и все наши военные операции с российскими большевиками, имеющими целью борьбу с империалистическими правительствами и освобождение всех угнетённых из-под их власти <…>» В ответ кемалистская администрация получила от правительства РСФСР крупные суммы денег в золоте, оружие, боеприпасы, нефть, бензин.
Помощь была существенной и спасительной для кемалистов, в особенности в начальный период военных действий, когда они только начали получать негласную помощь от итальянцев, но ещё не получили доступ к французскому арсеналу. В определённой степени эта помощь решила исход событий.
Советское правительство сочло Севрский мир самым грабительским соглашением в Версальской системе. В марте 1921 года между Советской Россией и кемалистским правительством был подписан Договор о дружбе и братстве. В течение 1921 года советское правительство направило в распоряжение кемалистов 10 млн руб. золотом, более 33 тысяч винтовок, около 58 млн патронов, 327 пулемётов, 54 артиллерийских орудия, более 129 тысяч снарядов, полторы тысячи сабель, 20 тысяч противогазов, 2 морских истребителя и «большое количество другого военного снаряжения»
С другой стороны молодая «Социалистическая Рабочая Партия Греции» (ΣΕΚΕ) была единственной греческой партией, которая c самого начала выступила против «несправедливой и авантюристической войны».
В силу этого, секретарь партии, историк Яннис Кордатос был удивлён тем, что ему передал посланник советского МИД, прибывший тайно в Афины. Посланник заявил Кордатосу, что "Советская Россия готова помочь Греции выйти из тупика малоазийского похода. Прежде всего, Россия готова прекратить материальную и моральную помощь Кемалю и, одновременно, использует всё своё влияния для создания автономии в прибрежной зоне Малой Азии, где проживали христиане. Для обеспечения безопасности этой автономии будут посланы международные войска из швейцарцев, шведов и норвежцев, то есть из стран, не принимавших участие в Первой мировой войне. В обмен на эту поддержку Советская Россия просила признать её, хотя бы де-факто. Удивление Кордатоса советский посланник разрешил ответом, что советское правительство не питает иллюзий относительно правительства кемалистов и его растущей зависимости от Франции и Англии. «Поэтому мы хотим, чтобы греки остались в Малой Азии, не из пустых сентиментов, но из реалистических представлений о завтрашнем дне. Меньшинства в Турции были препятствием для полной исламизации Балкан и Анатолии и, с другой стороны, были источником национально освободительных движений с 1770 года по сегодняшний день». Кордатос донёс это предложение до сведения премьера Николаоса Стратоса. Однако предложение вызвало на совете министров «бурю негодования». Правительство, через Кордатоса, посоветовало посланнику уехать, поскольку оно намерено принять «радикальные решения». Однако «радикальное решение» свелось к действительно всемирно революционному решению финансового вопроса министром Петросом Протопападакисом.

## К завершению геноцида понтийских греков
В мае 1921 года были расстреляны 1200 греческих крестьян епархии Кавза Амасии.
Ещё до отхода греческой армии от Анкары, в начале июня 1921 года, Кемаль писал в своём приказе: «Недавнее появление греческих военных кораблей в Чёрном море и обстрел Инеболу повышают вероятность греческой высадки в Самсуне. Поэтому, все греки способные нести оружие, возрастом с 15 по 55 лет, будут депортированы вглубь полуострова». Депортации подверглось население даже регионов в 350 км от побережья, таких как Кастамону, и немногочисленные греки Анкары. Как правило, из маршей смерти живыми выходили не более 25 %.
Из 8 тыс. человек отправленных в Сивас, в живых остались только 300. 8 месяцев в тюрьме города Амасья находились 70 греческих священников и старейшин Понта. Пока исход войны был неясен, турки не решались казнить их. Как только греческая армия отошла от Анкары, все 70 были повешены 21 сентября 1921 года. Одновременно Топал Осман-ага казнил 1500 человек из молодёжи Самсуна.
Впоследствии протосинкелл Платон (Айвазидис) был канонизирован Элладской православной церковью. Память Платона и других священников Понта, повешенных вместе с ним, отмечается 21 сентября. К маю 1922 в регионе Самсуна не осталась не разрушенной ни одна греческая деревня, население истреблялось.
Информация поступавшая на греческую военно-морскую базу в Константинополе ужасает своими деталями: «Сожжены в селе Эрикли 200 человек, в селе Каракёй — 400, в селе Кертме — 200, в селе Питли-Келик — 250, в селе Туз-Кёй — 400, в селе Согук-Пугар — 200, в селе Ада — 600, селе Кара-Пердзен — 500…». В регионе Бафры: «В селе Сурмели 300 человек сожжены в школе, в селе Тогуз Аслан 500 человек сожжены в школе, в селе Эврен-Ушаги сожжены 400 жителей, в селе Джандур сожжены 300 человек, в селе Кавакоглу сожжены 500, в селе Тикенджик сожжены 300, в селе Муамли — 400, в селе Кара-Тикен — 250, в селе Селамлик все жители были сожжены в церкви, в селе Иренколи-Дереси ещё лежат трупы 400 христиан, доверившихся кемалистской амнистии».
В регионе Трабзона греческие сёла обстреливались артиллерией, а затем сжигались. Были ограблены и разрушены монастыри, включая монастырь Панагия Сумела.
Михаил Фрунзе, прибывший в кемалистскую Турцию, во главе делегации Советской Украины писал: «…вся эта богатая и густонаселённая область Турции, опустошена в невероятной степени. Из всего греческого населения Самсуна, Синопа и Амасьи осталось несколько партизанских отрядов, бродящих по горам. Наиболее известен своими зверствами Осман ага, который огнём и железом и во главе своей дикой орды прошёл по области».
В конце 1921 года, британский комиссар в Константинополе информировал свой МИД: «Турки видимо действуют в соответствии с умышленным планом уничтожения меньшинств. Все мужчины области Трапезунда, старше 15 лет, депортированы в рабочие батальоны Эрзерума, Карса и Сарыкамыша».
Основываясь на ряд полученных докладов, Ллойд Джордж заявлял в Палате общин: «В Понте десятки тысяч греков, мужчин женщин и детей, депортируются и умирают. Это было чистое преднамеренное уничтожение». Американский майор Йоэль так описывал Понт 1921 года: «Трупы, трупы по всей протяжённости марша депортируемых…ужас и трупы».
Увидев турецкие зверства, Фрунзе морально готовил прибывшего в Турцию советского посла Семёна Аралова, что тому предстоит увидеть на дорогах множество убитых греков. Сам Аралов позже писал: «Фрунзе отошёл в сторону от сопровождавших его аскеров и с большим возмущением рассказал, что видел множество валявшихся у дорог трупов зверски убитых греков — стариков, детей, женщин. — Я насчитал 54 убитых ребёнка, — взволнованно говорил он. — Греков гонят из мест восстаний, войны и дорогой убивают, а то они и сами падают от усталости, голода, и их так и бросают. Ужасная картина! Поедете… обязательно время от времени посматривайте по сторонам и увидите это страшное позорище. Не скрывайте от Мустафы Кемаля моего большого огорчения. Кемаль ни при чём. <…> Конечно, главные виновники — империалисты Англии, Франции, султанское правительство. Это они заварили здесь кашу, выдвинули глупую затею — создать „Понтийское государство“ и провокаторски толкнули на восстание греческое население. Только нужно говорить об этом осторожно, опасаясь задеть, потревожить национальное чувство. Вспомните ленинские предостережения о страшной болезненности оскорбленного национального чувства».

## Прорыв фронта и этническая чистка
«Все военные и политические аналитики считают, что причиной прорыва была недостаточность сил для фронта протяжённостью в 800 км». Даже там, где плотность была большей, между дивизиями существовали незащищённые участки в 15-30 км.
В то время как правительство монархистов пыталось шантажировать союзников взятием Константинополя, Кемаль собирал все свои силы для наступления. Приказ о наступлении Исмет Инёню, начинает фразой — «враг, занятый приготовлениями во Фракии …прежде чем враг успеет перевести свои свежие силы в Анатолию».
Наступление началось в ночь 12 (25) на 13 (26) августа силами 12 пехотных и 4 кавалерийских дивизий. Туркам удалось без особого труда вклиниться в расположение между 1-й и 4-й греческих дивизий.
Греческое продвижение на восток, в течение 3 лет, носило чисто военный характер и, в меру возможного, не коснулось гражданского населения, а отношения между греческим и мусульманским населением на занятой греческой армией территории имели относительно мирный характер. По выражению Д.Хортона, «поверхностная идиллия часто нарушалась убийством 2-3 греческих чиновников».
Напротив, турецкое наступление означало начало широкомасштабной этнической чистки. Подтверждением этого, является тот факт, что, по разным оценкам, за всю войну греческая армия потеряла убитыми 25-50 тыс. человек, в то время как потери греческого гражданского населения несоизмеримы с этими цифрами и колеблются между 600 и 700 тысяч человек убитыми.
Не понаслышке зная о турецких зверствах, около 20 тыс. греческих и армянских жителей Афьон Карахисара и региона последовали за отступающими частями, что делало колонны отступающих сбродом. Потрёпанная Группа дивизий Трикуписа, не имея другого пути отхода попыталась выйти из котла, через ущелье Аливеран (Alıören). Из вошедших в ущелье 20-25 тысяч человек, только 7 тыс. были боеспособны, остальные были либо раненные, либо безоружное гражданское население.
В турецкой историографии сражение 17 (30) августа именуется «Сражением главнокомандующего», поскольку происходило на глазах у Кемаля, который наблюдал за ходом сражения из укрытия в 6 км от ущелья.
В действительности это был расстрел турецкой артиллерией скопления греческих солдат и гражданского (в данном случае не преднамеренно) населения.
Колонны беженцев, вперемежку с армейскими, стремились добраться в прибрежные регионы, где и были отмечены самые известные случаи резни греческого населения: в городе Тургутлу (4 тыс. убитых), в городе Акхисар (7,000 убитых), в Айвалыке 3 тыс. человек были убиты на месте или погибли в ходе маршей смерти, в соседнем Франели (4 тыс. убитых), на близлежащих Мосхонисийских островах было уничтожено практически всё (6 тысяч) население архипелага. Митрополит Мосхонисийский Амвросий (Плиантидис), вместе с 9 другими священниками, был заживо закопан.
Митрополит Айвалыка Григорий (Орологас), отказавшийся покинуть свою митрополию, вместе с другими священниками, после пыток был казнён вместе с ними, был сожжён заживо.
В целом православные священники были излюбленным объектом турецких зверств. Только в митрополии Смирны турками были замучены до смерти 342 священника.
Григорий был канонизирован Элладской православной церковью, провозгласившей его «святым и мучеником нации». Память митрополитов Хризостома Смирнского, Григория Кидонийского и вместе с ними святых архиереев Амвросия Мосхонисийского, Прокопия Иконийского, Евфимия Зилоского, а также священников и мирян, погубленных во время Малоазийской Катастрофы совершается каждое воскресение перед Воздвижением Креста Господня.
Существует марш героической Отдельной греческой дивизии, прошедшей с беженцами по турецким тылам и пробившейся к морю, когда турки уже вышли к побережью и сожгли Смирну. Первоначально, дивизия, во избежание нарушения порядка и надеясь, что турецкие жители защитят своих сограждан, отказалась принять в свою колонну греческое население города Синдирги. Существует и противоположное мнение, что дивизия была согласна принять в свою колонну беженцев, но население не согласилось оставить свой город.
В итоге, греческое население города было вырезано турками, следовавшими за дивизией.
Дивизия прошла к Геленбе, где нашла дома и церкви греков ограбленными и разрушенными, продолжила марш и заняла Кыркагач.
Греческое и армянское население города попросило согласия следовать за дивизией. 4.000 человек гражданского населения вошли в колонну, подарив своё имущество своим соседям туркам.
Дивизия дошла до Пергама. Многие безоружные беженцы были убеждены турецкими жителями города остаться там, под их защиту. Несмотря на возражения командования дивизии, часть гражданского населения осталась в городе. Позже стало известно, что эти беженцы были вырезаны четами.
Дивизия отбила у турок прибрежный Дикили. Город был разрушен турками. Наведя порядок в городе, дивизия успешно эвакуировалась на греческий остров Лесбос, вместе с 3.000 беженцами. Но Геноцид греков (в другом политическом чтении этническая чистка) достиг своей кульминации в Смирненской резне.

## Смирненская резня
Английский историк Дуглас Дакин пишет, что в том что турки дошли до Смирны можно обвинять греческое руководство, но не греческого солдата. Он пишет, что греки, в ходе войны, нанесли туркам серьёзные потери, и что турки были обессилены и не были в состоянии вынести другие испытания. В заключение английский историк пишет, что «как и при Ватерлоо, большое сражение могло иметь этот или противоположный исход».
После своего поражения и ухода армии из города, греческая администрация попыталась организовать цивилизованную передачу власти.
Вступление турок в город ожидалось 9 сентября. Греческие жандармы продолжали патрулировать на улицах, соблюдая порядок. Хортон пишет что они заслужили своим поведением доверие всех жителей Смирны и региона. Он же пишет, что если кто то и сможет обвинить в чём то греческих солдат, то в адрес жандармов можно высказать только похвалу. Некоторые дипломатические представители даже попросили союзного комиссара оставить жандармов, до принятия власти турками, под гарантию союзников для беспрепятственного отбытия
Греческая армия оставила Смирну. Джордж Хортон принял митрополита Смирского Хризостома и сопровождавшего его армянского митрополита, за несколько часов до его кончины. «Тень смерти лежала на его лице». Иерархи не вели разговор о нависшей над ними опасности, их интересовало только если можно что либо сделать для спасения жителей Смирны. Хризостом отказался покинуть город, как ему советовал католический митрополит, и отказался от предложенного убежища во французском консульстве говоря: «Я пастырь и моё место вместе с моим стадом».
Он отправился в сопровождении турецких солдат в мэрию, где командующий силами кемалистов Нуреддин-паша отдал его на растерзание черни. Дакин пишет, что «митрополит Хризостом не выжил, чтобы увидеть печальные последствия французской и итальянской дипломатии. Он умер мучеником, от пыток Нуреддина-паши».
Согласно Джорджу Хортону, Кемаль был полон решимости искоренить навсегда христианское население Малой Азии. Согласно его плану, город должен быть подвергнут резне, начиная с армян, что, согласно Хортону, «доставляет особенное удовольствие туркам». После чего (греческий) город должен быть сожжён и всё мужское греческое население отправлено маршами смерти вглубь Азии.
Последние греческие солдаты ушли из города 8 сентября. Пожар в Смирне, при благоприятном для турок ветре, начался с армянского квартала 13 сентября, что означает, что город был в руках турок целых 5 дней до начала пожара.
От 4 до 5 тыс. человек армянского населения, включая и тех что служили в греческой армии, заперлись в церкви Св. Стефана и не сдавались, зная что их ожидает. Храм был подожжён турками и все выходившие из него люди расстреливались. После чего сожжению подверглись все греческие церкви, включая символ православной Смирны, церковь Святой Фотини, как и весь греческий город.
Последовавшая резня происходила на виду союзных кораблей, стоявших на якорях в нескольких сотнях метров от набережной, при том что «взрыв одного холостого снаряда, выпущенного с них на турецкий квартал города, отрезвил бы турок». Хортон пишет, что только одно событие может сравниться с разрушением Смирны и истреблением его христианского населения: разрушение Карфагена римлянами. Но в Карфагене не было христианских кораблей, наблюдавших безучастно за резнёй, в то время как одного холостого выстрела было бы достаточно чтобы прекратить резню.
Он пишет, что одно из самых сильных чувств, что он вынес с собой из Смирны, было чувство стыда, что он принадлежит человеческому роду.
Адмиралы цивилизованных сил не только наблюдали безмятежно за резнёй, но командующий французской эскадры извинился за свою задержку на банкет Нуреддина, «по причине того, что пропеллер его катера был заблокирован плавающими трупами».
Когда речь идёт о смирненской резне, то это касается не только населения города. Сюда стеклись десятки тысяч беженцев со всей Ионии, в надежде на то, что турки не посмеют начать резню под дулами орудий союзных кораблей, и что в крайнем случае их переправят на греческие острова.
Все церкви, школы и другие учебные заведения, стадионы были переполнены. При всём своём отчаянии, они надеялись, что стоявшие в бухте английские, французские и американские корабли не допустят резни.
Американское консульство оценивало, что одних только армян было убито 25 тысяч, число убитых греков превысило 100 тысяч.
Было убито также считанное число других европейцев — несколько голландцев, немец, оказавший сопротивление и убитый со своей женой и 80-летний английский полковник Мурфи, при защите своей служанки.
Хортон пишет, что согласно докладу Лиги Наций, число погибших в последовавших маршах смерти заложников, среди которых были не только мужчины, но и женщины и дети, превышает 50 тыс., что согласно Хортону является консервативной оценкой.
Резня в Смирне и близлежащих районах эгейского побережья была не только истреблением коренного греческого населения, но и грабежами и актами вандализма турок по отношению к православным и армянским церквям и кладбищам.
Резня в Смирне была бо́льшей трагедией, нежели падение Константинополя в 1453 году. При всех османских зверствах, Мехмед II не позволил сжечь Константинополь и Храм Святой Софии.
Мустафа Кемаль преследовал другие цели. Огнём, резнёй, изгнанием коренного населения он поставил себе целью выкорчевать всё греческое из Малой Азии, включая греческую историю и характер Смирны.
Резня и разрушение завершили 3 тыс. лет греческой истории города. Яннис Капсис пишет что там, с окровавленных берегов Ионии, а не с концлагерей Аушвиц и Берген-Бельзен ведёт свой отсчёт холокост евреев. Он же пишет, что «реформатор современной Турции был учителем Гитлера и Гиммлера».

## Севдикёй
Греческая история и география выпестовали разные по своему характеру группы греческой нации. В отличие от понтийцев, которые в течение 10 лет гонений создали отряды самообороны, а затем партизанские отряды, чему способствовала и география Понта, греки Ионии были более мирными людьми. Хортон пишет, что они всякими средствами старались избежать мобилизации в греческую армию. Он пишет, что если бы они были более воинственными и сотрудничали с греками континентальной Греции, им бы удалось удержать линию фронта.
Есть эпизоды, опровергающие утверждение Хортона. 300 жителей греческого села Севдикёй (родина историка Димитриса Фотиадиса — 8 тыс. населения) выпрашивали, а то и отнимали у отступающих солдат оружие. Им было легко выбраться на близлежащий Хиос, но они были полны решимости остаться и умереть на родной земле. Они 3 дня успешно обороняли село от осадивших его турок, пока последние не подвезли артиллерию и не расстреляли село и его защитников.
После героической смерти защитников села, турки сожгли Севдикёй. Проклятое ими село было сожжено и не населяется по сегодняшний день

## Теория 50-50
Резня и разрушение Малой Азии потрясли мир и вызвали вопросы у общественного мнения в Европе и США. Д. Хортон пишет, что одной из самых умных идей, которые распространяли турецкие пропагандисты было то, что вырезанные христиане были такими же плохими, как и их палачи. То есть 50-50. Теория была очень привлекательной для англосаксонского чувства справедливости, избавляла соучастников от ответственности и успокаивала сознание.
С английской стороны о «греческих зверствах» свидетельствовал Арнольд Тойнби (Arnold J. Toynbee).
Однако риторики Нуредина перед американскими журналистами в Смирне, о том что каждый турок помнит о убитых в оккупацию 6 тысячах турках, явно недостаточно для теории 50-50.
Джордж Хортон, будучи американским консулом в Смирне, утверждает, что в контролируемом ими регионе, греки не совершали массовой резни. Даже греки Фокеи, подвергшиеся резне в 1914 году, не мстили туркам по своему возвращению в родной город в 1919 году.
Он продолжает, что в период, когда происходила страшная резня, горела Смирна и беженцы наводнили каждый порт Греции, греческое государство и народ не предприняли никаких актов мести, против тысяч турок проживавших в стране, «написав одну из прекраснейших и чудесных глав её истории».
Хортон пишет что это была «победа греческой цивилизации на уровне Марафона и Саламина».
То же самое касается отношения греков к турецким пленным. Хортон пишет, что если бы после резни в Понте и Ионии греки вырезали бы всех турок в Греции, только тогда можно было бы вести разговор о 50-50.
Известная в те годы американка врач M. C. Elliott, служившая во многих госпиталях Ближнего Востока, свидетельствовала о многочисленных случаях турецкого насилия по отношению к христианским женщинам, но несколько излишне категорично заявляла, что не видела ни одной турчанки в подобном состоянии.
Греческие историки более реалистично отмечают, что при отступлении армии, солдаты некоторых дезорганизованных частей, совершили акты насилия и мародёрства не только против мусульманского, но и против местного греческого населения, «достаточных для того чтобы запятнать честь армии».
Джордж Хортон заканчивает свою книгу «Бич Азии» следующей фразой: «Турки не заслужат доверие и уважение цивилизованного мира, пока не покаются искренне в своих преступлениях и не расплатятся за них в той мере, в какой это возможно».

## Историки о характере войны
Потери греческой армии в ходе Малоазийского похода (от 25 до 50 тысяч убитых по разным источникам) несоизмеримы с потерями гражданского населения в Малоазийской катастрофе (600 тысяч убитых, 1.500.000 изгнанных из своих древних отцовских очагов:46).
Термин «Освободительная война Турции» оспаривается не только частью греческих историков, но и некоторыми современными турецкими историками. Аттила Туйган в своей работе «Геноцид за мать-родину», которая была включена в изданную на греческом коллективную книгу «Геноцид на Востоке. От Османской империи к нации-государству» (Η γενοκτονία στην Ανατολή Από την Οθωμανική Αυτοκρατορία στο έθνος-κράτος) пишет: «…Утверждение о том, что турецкая национально-освободительная война была дана против империализма не основано ни на чём. Напротив, как отмечает профессор Танер Акчам, освободительная война „была дана не против агрессоров, но против меньшинств“. „Общества Обороны-Закона“ (Mudafai Hukut), которые были локомотивом „национальной борьбы“, были однозначно созданы против угрозы ромеев (см. греков) и армян. В первых этих обществах, созданных после Мудросского перемирия, 3 были направлены против армян и 2 против ромеев. К тому же Кемаль, в июле 1919 года, посылая свою отставку султану с поста офицера, открыто заявлял следующее: „Мой офицерский статус начал становиться препятствием в национальной борьбе что мы начали, чтобы спасти нашу священную Родину и нацию от распада и не пожертвовать Родиной стремлениям греков и армян“».
Греческие марксисты, в отличие от Дугласа Дакина, характеризующего Малоазийский поход Четвёртой освободительной войной Греции, считают, что и со стороны Греции война была империалистической. Димитрис Фотиадис, историк левых убеждений, но не коммунист, считал поход освободительным, но в действительности обеспечивавшим интересы империалистических держав. С другой стороны Яннс Капсис оспаривает позицию греческих марксистов, и считает естественной попытку греческого государства освободить свои исторические земли, тем более что там проживали миллионы греков.
Капсис пишет, что утверждение греческих марксистов основывалось на том факте, что в 1919 году Кемаль был единственным союзником Ленина и наоборот. «Но если тогда утверждение марксистов было предательством нации в пользу идеологии, то повторение этого тезиса сегодня есть что-то более худшее — это глупость».

## Восточная Фракия
В ходе военных действий Джордж Хортон писал в Государственный департамент США: «если Турции удастся занять Константинополь, на Балканах никогда не будет мира».
Часть малоазийского экспедиционного корпуса была эвакуирована в Восточную Фракию, усилив тем самым расположенные там греческие дивизии. У кемалистов не было никаких реальных перспектив для занятия Восточной Фракии. Ещё в 1912 году победоносный греческий флот запер османский флот в проливах. Кемалисты не располагали флотом и греческие боевые корабли надёжно прикрывали проливы и европейский берег Мраморного моря. Но Восточная Фракия была принесена в жертву экономическим интересам союзников в Турции, а также геополитическим интересам Британии (Мосульская нефть) и Франции (Сирия). Передача Восточной Фракии туркам отдаляла также вероятность столкновения между немногочисленными союзными, в основном британскими, силами в Константинополе и проливах, с кемалистами. Лорд Керзон законно задавался вопросом «Кто заставит греков оставить Восточную Фракию?». Но Греция не располагала финансами для продолжения войны. В конце сентября 1922 года греческая делегация, возглавляемая генералом Александросом Мазаракисом, была вынуждена на конференции в Муданье, под давлением своих бывших союзников, согласиться отдать туркам без боя Восточную Фракию1996, несмотря на то, что между Малой Азией и Фракией стоял греческий флот и турки не располагали флотом. «Фракия была передана нам без единого выстрела», заявил через 50 лет Исмет Инёню.
Хемингуэй в газете «Toronto Star» так описывал вопрос Восточной Фракии после Малоазийской катастрофы: «Для Греции 1922 года, Фракия была как Битва на Марне — там будет сыграна и выиграна вновь игра. Зрелище было потрясающим. Вся страна находилась в военной горячке (…) А затем случилось неожиданное: союзники подарили Восточную Фракию туркам и дали греческой армии крайний срок 3 дня для её эвакуации…».
Хемингуэй был потрясён картиной греческих солдат, которые оставляли Восточную Фракию в октябре 1922 года: «Весь день я наблюдал как они проходили передо мной. Усталые, грязные, небритые, гонимые ветром. И вокруг них молчание поражённой внезапным Фракии. Они уходили. Без оркестров, без маршей….! Эти мужи были знаменосцами славы, которая совсем недавно именовалась Греция. И эта картина была концом второй осады Трои».
Вместе с армией ушло греческое население Восточной Фракии и та часть малоазийских беженцев, которая нашла там временное убежище.

## Лозаннский мирный договор
Малоазийская катастрофа вызвала антимонархистское восстание армии сентября 1922 года. В октябре чрезвычайный трибунал приговорил к смерти Димитриоса Гунариса, четверых его министров и командующего Хадзианестиса.
Поскольку мирное соглашение ещё не было подписано и возобновление военных действий не просто не исключалось, но было на повестке дня, одной из первоочерёдных задач Революционного правительства было усиление пограничной, так называемой «Армии Эвроса». Под руководством генерала Пангалоса, была создана хорошо оснащённая и боеспособная армия в 100 тысяч штыков. Английский историк Дуглас Дакин пишет, что если бы в этот момент было бы принято решение о возобновлении военных действий, то армия Эвроса могла бы молниеносно вновь занять Восточную Фракию, дойти до Константинополя, и турки были не в состоянии остановить её1996.
Однако Элефтериос Венизелос, возглавивший греческую делегацию на Лозаннской мирной конференции, был склонен положить конец десятилетним войнам страны, использовал Армию Эвроса как угрозу и дипломатическое оружие, но подписался под оставлением Восточной Фракии в пределах нового турецкого государства. При этом турецкая делегация выторговала, находившиеся под греческим контролем, острова Имврос и Тенедос, «для обеспечения безопасности проливов», но предоставив греческому население местное самоуправление. (Последнее было попрано и после гонений конца 50-х годов на островах почти не осталось греческого населения)
После того как Венизелос поставил свою подпись под соглашением, адмирал Александрос Хадзикирьякос и генерал Пангалос послали Венизелосу следующую телеграмму «Мы вынуждены принять, ради чести Греции, это решение, несмотря на то, что оно было принято вразрез с чётким письменным указанием министру иностранных дел. Командующие армии и флота скорбят со вчерашнего дня и более не доверяют делегации»1996.

### Соглашение об обмене населением
Историк Георгиос Маврокордатос пишет, что соглашение от 30 января 1923 года о обмене населением было «событием неожиданным и трагическим».
На переговорах Венизелос неоднократно осудил идею насильственного обмена и выразил сожаление, что это стало необходимым. Даже в последнюю минуту, 27 января, за 3 дня до подписания мира, он заявлял о своей готовности оставить эту идею. В его письменном заявлении читаем: «насильственный характер обмена населением между Грецией и Турцией, был встречен греческим правительством и делегацией с особой антипатией. Греческая делегация неоднократно заявляла, что готова отказаться от насильственного обмена, если будет разрешено беспрепятственное возвращение греческого населения. Этим обращением делегация продемонстрировала веру, что так защищается основное право каждого человека жить в стране своего происхождения и жить там со свободой. Греция, в обмен, была бы счастлива сохранить на своей территории население, против которого не желает принимать исключительные меры. К сожалению, другая сторона не захотела согласиться с этими предложениями и Конвенция о принудительном обмене должна была составлена и согласована».
В своём большинстве выжившее греческое население уже бежало с турецкой территории и Турция отказывалась принять его назад, полагая что последует и оставшиеся. Напротив, всё мусульманское население оставалось в Греции. Греческие власти продолжали гуманно относиться к нему, не затрагивая также его собственность, несмотря на острый вопрос по размещению малоазийских беженцев.
Исмет Иненю, возглавлявший турецкую делегацию, и слышать не хотел о возвращении беженцев к своим очагам, и игнорировал все неоднократные предложения Венизелоса на эту тему. В силу турецкой позиции, Фритьоф Нансен, а затем лорд Керзон, считали обмен населением неизбежным. Профессор Ангелос Сиригос пишет, что было бы несправедливым приписать Нансену, комиссару Лиги Наций, отцовство идеи об обмене. Его предложения были вынужденным решением, перед угрозой изгнания всего христианского населения из Турции, которое совершилось бы в любом случае, как только союзники ушли бы с этих территорий.
Венизелос и Керзон дали дипломатический бой за оставление Патриархата и греческого населения в Константинополе. Венизелос аргументировал свою позицию тем, что Греция не в состоянии принять большее число беженцев. Керзон (учитывая то, что Константинополь ещё оставался под контролем союзников) заявлял что без греков Константинополь потеряет своё экономическое значение в мире. Иненю уступил, как он выразился по «гуманитарным соображениям» (22 декабря 1922 года), и «в духе примирения» (10 января 1923). Взамен он получил исключение из обмена мусульман Западной Фракии, что было первоначальной целью Турции. Греческое меньшинство Константинополя и мусульманское Западной Фракии рассматривались как равносильные симметрические исключения в обмене, но по выражению Йоргоса Маврогордатоса, это были «меньшинства-заложники». Как пишет Маврогордатос, эта симметрия с самого начала была поверхностной и неустойчивой. Воспользовавшись предоставившимся «золотым случаем», в то время как Греция была оккупирована силами Оси (1941—1944), заигрывавшая с Гитлеровской Германией, по выражению Фрэнка Вебера «уклончиво нейтральная» Турция, попрала все права меньшинства в Константинополе, согласованные в Лозанне. Стамбульский погром 1955 года и аналогичные события 1964 года добили греческое меньшинство, которое сегодня насчитывает чуть больше 2 тыс. престарелых людей.
Профессор Власис Агдзидис отмечает символическое стечение обстоятельств. Он пишет, что подписание протокола об обмене, «которое было венцом беспрецедентной гуманитарной катастрофы», состоялось через день после завершения нацистского съезда в Мюнхене. На этом съезде Гитлер потребовал отмены Версальских соглашений. То чего требовал Гитлер, уже сумел достичь в Лозанне «его старый союзник по Первой мировой», Мустафа Кемаль.
Согласно цифрам Агзидиса, из 2,2 млн греческого населения региона накануне Первой мировой войны в Грецию прибыли 1,5 млн. Христина Кулури приводит цифры обменянных 1,22 млн христиан и 525 тыс. мусульман. Другие источники дают для обмена цифры 1,65 млн греков и 670 тыс. мусульман.
Большинство греков Малой Азии и Восточной Фракии уже были вынуждены покинуть свои очаги, исключительно насильственным путём. Процедура официального обмена в действительности коснулась только 190 тысяч греков, ещё остававшихся на турецкой территории и 355 000 мусульман Греции. Из обмена были исключены греки Константинополя (125 000) и островов Имврос и Тенедос (6 000), в то время как в Греции остались 110 000 мусульман Западной Фракии. Управление имуществом беженцев переходило государствам. При этом Агдзидис указывает, что недвижимость и имущество греков в десять раз превышали турецкие. Для островов Имврос и Тенедос, предусматривалось местное самоуправление и полиция из местного греческого населения. Критерием обмена была религия. Существование грекоязычных мусульман (например Критские мусульмане) и тюркоязычных православных (например Караманлиды из Каппадокии) могло создать серьёзные проблемы при насильственном обмене, если бы был избран другой критерий, например язык или происхождение. Исключением в религиозном подходе при обмене стали немногочисленные мусульмане «албанского происхождения» в Эпире, а также греко-православные арабы Киликии. Некоторые источники по обмену дают цифры 190 000 греков против 355 000 турок. С первого взгляда цифры говорят, что обмен был более тяжёлым для Турции. Однако к этим цифрам, те же источники добавляют 950 000 греков, бежавших из Турции между августом и декабрём 1922 года, чтобы избежать резни. Для Турции выигрыш заключался в том, что она обеспечивала и юридически, что никто из греков Малоазийской катастрофы не вернётся назад. При этом Турция получала религиозную однородность, в то время как Греция кроме религиозной, приобретала и расовую однородность (φυλετική ομοιογένεια). Греческое государство получало земли турок (как аналогично и турецкое государство), чтобы расположить беженцев. Всё это не уменьшает трагичность события насильственного обмена, который пережили сотни тысяч человек с обеих сторон Эгейского моря
В апреле 1923 года, когда Конференция в Лозанне ещё продолжалась, был отмечен один из последних актов геноцида Малоазийской катастрофы, По информации поступившей от Антиохийского патриархата, греческое село Кюлуждек в далёкой Киликии было разрушено. 200 греков вместе с 3 священниками были сожжены в церкви.
Лозаннское Соглашение было последним актом Малоазийской катастрофы и одновременно означало конец серий военных перипетий, начатых с Балканских войн в 1912 году.

## Судьба греческих переселенцев из Малой Азии
Согласно статье 4, Соглашение сразу было применено к греческому мужскому населению, находившимся в плену в рабочих батальонах и чьи семьи уже находились в Греции.
В Грецию перебирались оставшиеся в живых греки Ионии, партизаны и население, скрывавшееся в горах Понта. Жители не затронутых войной бывшей итальянской зоны оккупации, на юго-востоке Малой Азии, и Каппадокии с удивлением узнали о том, что они подлежат обмену. Они оставляли скот своим турецким соседям, будучи уверенными, что вернутся домой. В случае с Каппадокией горькая ирония заключалась в том, что её покинуло православное население, говорившее практически только на турецком, а в Каппадокию прибыло мусульманское население из Македонии, говорившее исключительно на греческом. Фессалоники стали называть «матерью», или даже, как называют некоторые, «столицей беженцев».
Раненные и больные греческие беженцы продолжали умирать длительное время после своего прибытия в Грецию. В карантине на острове Макронисос, по некоторым источникам, умерли от болезней до 40 тысяч беженцев, в основном из Понта.
Смертность среди беженцев была исключительно высокой. Индекс смертей по отношению к рождениям в период 1923—1925 был 3 к 1. По информации Лиги Наций в первые 9 месяцев после их прибытия на греческую территорию, в среднем умирали 6000 беженцев в месяц.
Разорённая войной и не располагавшая финансами, 4-миллионная Греция расселила 1,5 млн беженцев по всей стране, от Крита до северных границ. Но больше половины приняла Македония, откуда происходило большинство из полумиллиона обменянных мусульман. 500 тысяч беженцев поселились в аграрных районах Македонии, 300 тысяч — в её городах.
Отношения с местным населением были не всегда идеальными. Это касалось как вопросов, связанных с жилищем и землёй, как и того факта, что обездоленные беженцы были дешёвой рабочей силой для местных предпринимателей. Трения были перенесены и на политическую арену. Большинство беженцев были стοронниками «Партии либералов» Венизелоса и противниками монархистской «Народной партии»
Значительная часть беженцев, осознав на своём горьком опыте, что они стали жертвой империалистических антагонизмов, подверглись воздействию коммунистической идеологии. Многие городские кварталы и сёла, населённые беженцами, стали оплотами Компартии Греции и стали именоваться «красными кварталами» или сёлами.

## Греки в Турции после малоазийской катастрофы
После 1924 года этническим православным грекам на территории Турции фактически разрешалось проживать только в старых границах города Константинополя (включая Принцевы острова), а также на островах Имброс и Тенедос в Эгейском море.
Но давление властей, введение «налога для меньшинств» и массовые погромы в 1950-х годах привели к тому что к началу XXI века число греков в Турции сократилось до рекордно низкой отметки 2 000 — 3 000 человек, в основном это грекоправославные священники и их семьи в Стамбуле, где центром греческой жизни остаётся квартал Фенер (Фанар), где располагается резиденция Константинопольского Патриарха (см. фанариоты). До конца 1950-х годов важным центром экономической жизни греков и других православных жителей Стамбула был также и квартал Бейоглу.
В результате, турецкая община в регионах Греции, выведенных за рамки обмена населением, оказалось во много раз больше греческой общины в Турции, хотя по замыслу инициаторов обмена населением эти две общины должны были уравновешивать друг друга.
В XXI веке несмотря на приток туристов из Греции, постепенный упадок местной греческой общины продолжается. B Стамбуле по данным за 2006 проживало менее 3 000 православных греков. Количество детей в греческих школах Стамбула к 2014 году сократилось до 250 человек, многие из которых уже слабо владеют греческим языком. В октябре 2014 года, после 90 лет работы, прекратила свою деятельность последняя еженедельная грекоязычная газета Стамбула «Апоевматини» (Вечер).

## Память о Малой Азии среди греков
В той или иной мере, четверть сегодняшнего населения Греции связана с беженцами Малоазийской Катастрофы, с Малой Азией, Понтом, Восточной Фракией и Константинополем. Сотни городских кварталов носят имена «Незабытых Отечеств», чаще всего с приставкой Неа (новая) или Неос (новый): Неа-Смирни, Неа-Филаделфия, Неа-Иония, Неа-Эритрея, Неа-Халкидона, Неа-Трапезунда, Неа-Сампсус и Неа-Синопи и т. д.
Вместо разрушенной турками церкви святой Фотини в Смирне, беженцы построили кафедральный храм Агиа Фотини в Новой Смирне, как и множество других одноимённых церквей по всей стране. В 1996 году, по имеющимися фотографиям, рисункам и эскизам, была построена 33-х метровая, как и смирненская, колокольня, копия колокольни Агии Фотини Смирны.
Вместо разграбленного, поруганного, а затем, в наши дни, превращённого в туристскую достопримечательность монастыря Панагия Сумела, беженцы построили в Македонии одноимённый монастырь. Беженцы приняли массовое участие в Греческом Сопротивлении в годы оккупации Греции (1941—1944) во Вторую мировую войну и вновь понесли тяжёлые потери. Беженцы перенесли на территорию Греции и деятельность своих спортивных клубов: ПАОК, «Паниониос», «Аполлон Смирны», «Спортинг», «АЕК» (Спортивный союз Константинополя) и т. д. Их вклад заметен во всех сферах жизни страны, но в особенности в музыке и кухне. Музыка маргинальных слоёв беженцев Ионии стала составной частью маргинального и гонимого властями до Второй мировой войны музыкального течения Ребетико. Эпитет «смирнеико» (смирненский) или «политико» (константинопольский) употребляется не только по отношению к песням, но и к блюдам специфической малоазийской кухни, дополняя греческую кухню ближневосточным ароматом.
В стране действуют многочисленные малоазийские общества и организации беженцев, одними из самых известных являются «Центр Малоазийских исследований», созданный Октавием Мерлье и Мелпо Мерлье и «Малоазийский очаг Новой Смирны». Деятельность этих обществ не носит реваншистского характера, а направлена на сохранение и спасение культурного наследия малоазийского эллинизма.
Элени Бистика пишет, что пока живут малоазийцы, живёт Иония. После них она будет жить в их детях. Она пишет что «бессмертной памяти не нужно переливание, потому что она перешла с кровью в жилы детей».
Как писал Лоренс Дарелл в своём предисловии к книге Илиаса Венезиса «Земля Эолиды» (Αιολική γη), «для современного грека Восток стал памятью, к которой он прикасается время от времени, как человек, который время от времени касается своими пальцами закрывшуюся рану».
Игнорируя реваншистские лозунги маргинальных ультраправых организаций, в вопросах политики деятельность землячеств малоазийских беженцев направлена на признание Турцией факта геноцида малоазийских и понтийских греков. Яннис Капсис писал в 1992 году, что это признание освободит и турецкий народ от проклятия, которое висит на нём 70 лет. Он добавил, что только когда Вилли Брандт склонил своё колено перед могилами евреев, только тогда немецкая нация освободилась от ответственности за это нацистское преступление.